# 阿拉达什
阿拉达什是葡萄牙阿威罗区的一个堂区。总面积9.03平方公里，总人口7628人，人口密度844.7人/平方公里。